# Curling-Weltmeisterschaft der Herren 1993

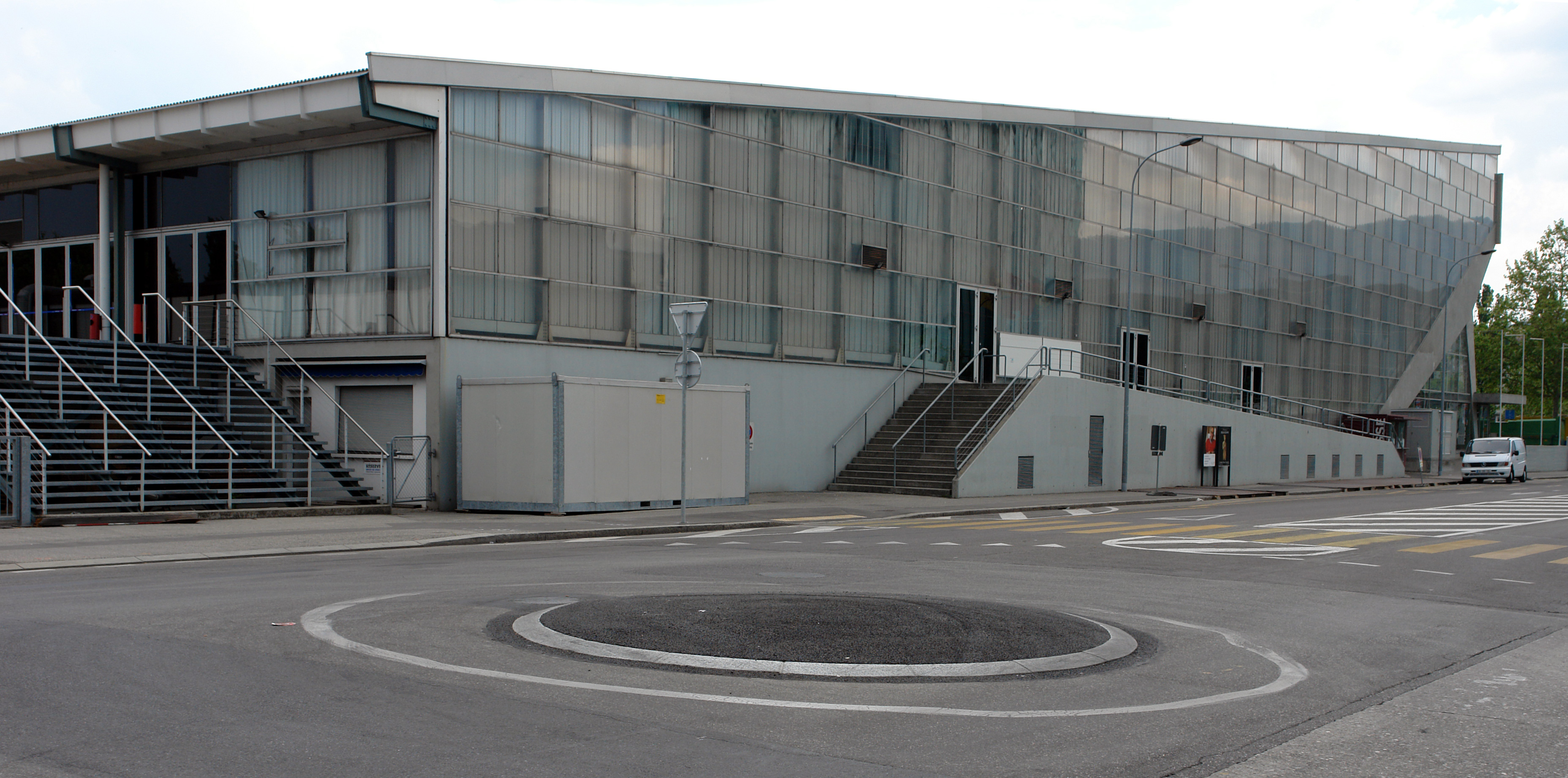
Das Patinoire des Vernets in Genf

Die Curling-Weltmeisterschaft der Herren 1993 (offiziell: World Men’s Curling Championship 1993) war die 35. Austragung (inklusive Scotch Cup) der Welttitelkämpfe im Curling der Herren. Sie wurde vom 28. März bis 4. April des Jahres in der Schweizer Stadt Genf im Patinoire des Vernets veranstaltet. 
Die Curling-Weltmeisterschaft der Herren wurde in einem Rundenturnier (Round Robin) zwischen den Mannschaften aus Schottland, Kanada, den Vereinigten Staaten, Deutschland, Schweden, Norwegen, der Schweiz, Dänemark, Frankreich und Australien ausgespielt. 
Die Spiele wurden auf zehn Ends angesetzt.
Kanada war der 21. WM-Titel nicht zu nehmen. Die Schotten unterlagen im Endspiel mit 4:8 Steinen. Den dritten Platz teilten sich Titelverteidiger Schweiz und die Vereinigten Staaten. 

## Teilnehmende Nationen
| Australien | Dänemark | Deutschland | Frankreich | Kanada |
| --- | --- | --- | --- | --- |
| New South Wales CC, Victoria Skip: Hugh Millikin Third: Tom Kidd Second: Gerald Chick Lead: Brian Johnson Ersatz: Neil Galbraith   | Hvidovre CC, Hvidovre Skip: Gert Larsen Third: Oluf Olsen Second: Michael Harry Lead: Henrik Jakobsen Ersatz: Tom Nielsen | EC Oberstdorf, Oberstdorf Skip: Wolfgang Burba Third: Bernhard Mayr Second: Markus Herberg Lead: Martin Beiser Ersatz: Daniel Herberg | Megève CC, Megève Skip: Claude Feige Third: Jan Henri Ducroz Second: Daniel Moratelli Lead: Laurent Flenghi Ersatz: Joel Indergand Trainer: Thierry Mercier | Penetang CC, Penetanguishene, ON Skip: Russ Howard Third: Glenn Howard Second: Wayne Middaugh Lead: Peter Corner Ersatz: Larry Merkley |
| Norwegen | Schottland | Schweden | Schweiz | Vereinigte Staaten |
| Risenga CK, Oslo Skip: Tormod Andreassen Third: Stig-Arne Gunnestad Second: Flemming Davanger Lead: Kjell Berg Ersatz: Pål Trulsen | St. Martins CC, Perth Skip: David Smith Third: Graeme Connal Second: Peter Smith Lead: David Hay Ersatz: Gordon Muirhead  | Östersunds CK, Östersund Skip: Peter Lindholm Third: Tomas Nordin Second: Magnus Swartling Lead: Peter Narup Ersatz: Örjan Jonsson    | CC Winterthur, Winterthur Skip: Dieter Wüest Third: Jens Piesbergen Second: Peter Grendelmeier Lead: Simon Roth Ersatz: Martin Zürrer                       | Bemidji CC, Bemidji, MN Skip: Scott Baird Third: Pete Fenson Second: Mark Haluptzok Lead: Tim Johnson Ersatz: Dan Haluptzok            |

## Tabelle der Round Robin
| Schlüssel | Schlüssel                      |
| --------- | ------------------------------ |
|           | Qualifiziert für die Play-offs |
|           | Tie-Breaker                    |

| Platz | Team               | Spiele | Siege | Ndlg. |
| ----- | ------------------ | ------ | ----- | ----- |
| 1.    | Kanada             | 9      | 7     | 2     |
| 2.    | Schottland         | 9      | 7     | 2     |
| 3.    | Schweiz            | 9      | 5     | 4     |
| 4.    | Vereinigte Staaten | 9      | 5     | 4     |
| 5.    | Dänemark           | 9      | 5     | 4     |
| 6.    | Australien         | 9      | 4     | 5     |
| 6.    | Norwegen           | 9      | 4     | 5     |
| 6.    | Schweden           | 9      | 4     | 5     |
| 8.    | Deutschland        | 9      | 3     | 6     |
| 10.   | Frankreich         | 9      | 1     | 8     |

## Ergebnisse der Round Robin

### Runde 1
| Frankreich | Vereinigte Staaten |
| 6          | 8                  |

| Schweiz | Deutschland |
| 1       | 7           |

| Dänemark | Kanada |
| 3        | 8      |

| Schweden | Australien |
| 4        | 6          |

| Norwegen | Schottland |
| 2        | 9          |

### Runde 2
| Schweden | Frankreich |
| 9        | 2          |

| Norwegen | Deutschland |
| 7        | 6           |

| Dänemark | Vereinigte Staaten |
| 5        | 6                  |

| Schweiz | Australien |
| 12      | 8          |

| Kanada | Schottland |
| 9      | 2          |

### Runde 3
| Vereinigte Staaten | Deutschland |
| 11                 | 4           |

| Schweden | Norwegen |
| 6        | 5        |

| Frankreich | Dänemark |
| 2          | 7        |

| Schottland | Schweiz |
| 4          | 3       |

| Australien | Kanada |
| 7          | 10     |

### Runde 4
| Schottland | Frankreich |
| 6          | 5          |

| Norwegen | Vereinigte Staaten |
| 5        | 6                  |

| Schweiz | Schweden |
| 4       | 5        |

| Australien | Dänemark |
| 4          | 7        |

| Deutschland | Kanada |
| 8           | 6      |

### Runde 5
| Frankreich | Norwegen |
| 4          | 14       |

| Kanada | Schweden |
| 9      | 8        |

| Vereinigte Staaten | Schottland |
| 0                  | 10         |

| Deutschland | Australien |
| 12          | 3          |

| Dänemark | Schweiz |
| 6        | 10      |

### Runde 6
| Australien | Schottland |
| 7          | 3          |

| Dänemark | Norwegen |
| 8        | 5        |

| Kanada | Schweiz |
| 9      | 5       |

| Vereinigte Staaten | Schweden |
| 8                  | 4        |

| Deutschland | Frankreich |
| 4           | 5          |

### Runde 7
| Deutschland | Schottland |
| 3           | 7          |

| Dänemark | Schweden |
| 8        | 6        |

| Kanada | Vereinigte Staaten |
| 9      | 7                  |

| Frankreich | Schweiz |
| 6          | 7       |

| Australien | Norwegen |
| 2          | 9        |

### Runde 8
| Deutschland | Dänemark |
| 6           | 7        |

| Schweiz | Vereinigte Staaten |
| 5       | 4                  |

| Australien | Frankreich |
| 6          | 5          |

| Kanada | Norwegen |
| 4      | 7        |

| Schottland | Schweden |
| 5          | 4        |

### Runde 9
| Norwegen | Schweiz |
| 5        | 8       |

| Frankreich | Kanada |
| 7          | 9      |

| Schottland | Dänemark |
| 7          | 5        |

| Schweden | Deutschland |
| 9        | 5           |

| Vereinigte Staaten | Australien |
| 8                  | 9          |

## Tie-Breaker
Die punktgleichen Mannschaften aus Dänemark, den Vereinigten Staaten und der Schweiz spielten den letzten offenen Platz für das Halbfinale aus.

### Runde 1
| Schweiz | Vereinigte Staaten |
| 8       | 6                  |

### Runde 2
| Vereinigte Staaten | Dänemark |
| 7                  | 3        |

## Play-off

### Turnierbaum
|  | Halbfinale | Halbfinale         | Halbfinale |  |  | Finale | Finale     | Finale |
|  |            |                    |            |  |  |        |            |        |
|  |            |                    |            |  |  |        |            |        |
|  | 1          | Kanada             | 6          |  |  |        |            |        |
|  | 4          | Vereinigte Staaten | 5          |  |  |        |            |        |
|  |            |                    |            |  |  | 1      | Kanada     | 8      |
|  |            |                    |            |  |  | 2      | Schottland | 4      |
|  | 2          | Schottland         | 9          |  |  |        |            |        |
|  | 3          | Schweiz            | 2          |  |  |        |            |        |
|  |            |                    |            |  |  |        |            |        |

### Halbfinale
| Vereinigte Staaten | Kanada |
| 5                  | 6      |

| Schottland | Schweiz |
| 9          | 2       |

### Finale
| Team       |  | 1 | 2 | 3 | 4 | 5 | 6 | 7 | 8 | 9 | 10 | Gesamt |
| ---------- |  | - | - | - | - | - | - | - | - | - | -- | ------ |
| Schottland |  | 0 | 0 | 0 | 1 | 0 | 2 | 0 | 1 | 0 | X  | 4      |
| Kanada     |  | 0 | 0 | 1 | 0 | 1 | 0 | 3 | 0 | 3 | X  | 8      |

## Endstand
| Platz | Land               |
| ----- | ------------------ |
| 1     | Kanada             |
| 2     | Schottland         |
| 3     | Schweiz            |
| 3     | Vereinigte Staaten |
| 5     | Dänemark           |
| 6     | Australien         |
| 7     | Norwegen           |
| 8     | Schweden           |
| 9     | Deutschland        |
| 10    | Frankreich         |